# Bougainvillewaaierstaart
De bougainvillewaaierstaart (Rhipidura drownei) is een zangvogel uit de familie Rhipiduridae (waaierstaarten). De vogel werd in januari 1928 door F.P. Drowne verzameld en in 1931 geldig beschreven door de Duits/Amerikaanse vogelkundige Ernst Mayr als ondersoort en vernoemd naar de ontdekker.

## Herkening
De vogel is ongeveer 14 cm lang. Van boven is de vogel grijsbruin. De borst is lichtgrijs met zwarte streepjes en de buik is licht okerkleurig. Kenmerkend zijn een witte wenkbrauwstreep en twee smalle lichte vleugelstrepen.

## Verspreiding en leefgebied
Deze soort is endemisch op het eiland Bougainville. De leefgebieden liggen in de montane tropische bossen in het midden van het eiland.